# 14042 Агафонов
14042 Агафо́нов (1995 UG5, 1994 GF4, 14042 Agafonov) — астероїд головного поясу, відкритий 16 жовтня 1995 року.
Тіссеранів параметр щодо Юпітера — 3,635.